# Oban Airport
Oban Airport är en flygplats i Storbritannien.   Den ligger i kommunen Argyll and Bute och riksdelen Skottland, i den nordvästra delen av landet, 600 km nordväst om huvudstaden London. Oban Airport ligger 5 meter över havet.
Terrängen runt Oban Airport är kuperad österut, men västerut är den platt. Havet är nära Oban Airport åt nordväst. Runt Oban Airport är det mycket glesbefolkat, med 4 invånare per kvadratkilometer. Närmaste större samhälle är Oban, 6,9 km sydväst om Oban Airport. I omgivningarna runt Oban Airport växer i huvudsak blandskog.